# Síndrome urológica felina
A síndrome urológica felina consiste em um conjunto de problemas que surgem nos felinos, sobretudo nos gatos domésticos. O animal afetado apresenta problemas inflamatórios no sistema urinário, dentre os quais destacam-se a cistite, uremia e formação de cálculos renais.
O principal sintoma consiste na dificuldade e dor ao urinar. Algumas vezes nota-se a presença de sangue na urina. As causas dessa doença estão ligadas a alimentação do animal, além de fatores genéticos que implicam uma predisposição à sua ocorrência. O tratamento consiste na aplicação de medicamentos contra as dores e a infecção, além de um controle rigorosa na dieta do animal. Deve ser oferecida água limpa em abundância e rações que não tenham acidificantes ou apresentem altos índices de magnésio.

## Fatores de risco
Alguns fatores podem aumentar o risco dos animais desenvolverem problemas no sistema urinário, dentre as quais destacam-se:
- Idade: Esses disturbios ocorrem mais comumente em gatos de idade entre 2 a 5 anos. Animais idosos também tendem a ter problemas relacionados à essa síndrome.
- Sexo: Machos apresentam maior predisposição ao problema, uma vez que possuem uretra mais alongada e fina.
- Castração: Animais castrados apresentam maiores riscos de contração de infecções urinárias.
- Desidratação: Menos quantidade de água para diluir a urina pode ser danoso ao organismo dos gatos.
- Dieta: Alguns alimentos e rações podem facilitar o surgimento de cálculos renais.
- Obesidade: Animais obesos podem sofrer mais com o problema.

## Prevenção e Tratamento
A prevenção à essa enfermidade é feita mediante a eliminação ou diminuição da presença dos fatores de riscos aqui citados.
Com uma alimentação adequada há uma considerável diminuição da probabilidade de formação de cálculos no sistema urinário. Existem no mercado diversas rações balanceadas para diferentes tipos de gatos, variando de acordo com diversos elementos, como a raça do animal, sua idade, sexo,  se é castrado ou não. É, até mesmo, possível encontrar rações específicas para gatos portadores da síndrome urológica felina, capazes de reduzir o pH da urina e melhorar o funcionamento dos rins, auxiliando na dissolução dos cálculos existentes e prevenindo a formação de novas calcificações.